# Bagneux (Marne)
Bagneux és un municipi francès, situat al departament del Marne i a la regió del Gran Est. L'any 2007 tenia 500 habitants.

## Demografia

### Població
El 2007 la població de fet de Bagneux era de 500 persones. Hi havia 198 famílies, de les quals 52 eren unipersonals (24 homes vivint sols i 28 dones vivint soles), 57 parelles sense fills, 69 parelles amb fills i 20 famílies monoparentals amb fills.
La població ha evolucionat segons el següent gràfic:
Habitants censats

### Habitatges
El 2007 hi havia 251 habitatges, 202 eren l'habitatge principal de la família, 29 eren segones residències i 19 estaven desocupats. 248 eren cases i 1 era un apartament. Dels 202 habitatges principals, 160 estaven ocupats pels seus propietaris, 39 estaven llogats i ocupats pels llogaters i 4 estaven cedits a títol gratuït; 2 tenien una cambra, 14 en tenien dues, 33 en tenien tres, 51 en tenien quatre i 103 en tenien cinc o més. 140 habitatges disposaven pel capbaix d'una plaça de pàrquing. A 77 habitatges hi havia un automòbil i a 109 n'hi havia dos o més.

### Piràmide de població
La piràmide de població per edats i sexe el 2009 era:
| Homes | Edats   | Dones |
| ----- | ------- | ----- |
| 0     | 95 o +  | 0     |
| 0     | 90 a 94 | 0     |
| 0     | 85 a 89 | 0     |
| 8     | 80 a 84 | 8     |
| 16    | 75 a 79 | 16    |
| 4     | 70 a 74 | 12    |
| 8     | 65 a 69 | 12    |
| 12    | 60 a 64 | 4     |
| 4     | 55 a 59 | 8     |
| 20    | 50 a 54 | 16    |
| 20    | 45 a 49 | 16    |
| 12    | 40 a 44 | 32    |
| 28    | 35 a 39 | 8     |
| 8     | 30 a 34 | 16    |
| 16    | 25 a 29 | 16    |
| 24    | 20 a 24 | 4     |
| 12    | 15 a 19 | 16    |
| 8     | 10 a 14 | 16    |
| 28    | 5 a 9   | 12    |
| 0     | 0 a 4   | 20    |

## Economia
El 2007 la població en edat de treballar era de 313 persones, 245 eren actives i 68 eren inactives. De les 245 persones actives 221 estaven ocupades (128 homes i 93 dones) i 23 estaven aturades (10 homes i 13 dones). De les 68 persones inactives 20 estaven jubilades, 23 estaven estudiant i 25 estaven classificades com a «altres inactius».

### Ingressos
El 2009 a Bagneux hi havia 208 unitats fiscals que integraven 498 persones, la mediana anual d'ingressos fiscals per persona era de 17.316,5 €.

### Activitats econòmiques
Dels 8 establiments que hi havia el 2007, 3 eren d'empreses de fabricació d'altres productes industrials, 1 d'una empresa de construcció, 1 d'una empresa de transport, 2 d'empreses d'hostatgeria i restauració i 1 d'una empresa de serveis.
Dels 3 establiments de servei als particulars que hi havia el 2009, 2 eren tallers de reparació d'automòbils i de material agrícola i 1 lampisteria.
L'any 2000 a Bagneux hi havia 17 explotacions agrícoles que ocupaven un total de 948 hectàrees.

## Poblacions més properes
El següent diagrama mostra les poblacions més properes.